# Détroit de Bowen
Pour les articles homonymes, voir Bowen.
Le détroit de Bowen, Bowen Strait en anglais, est un détroit australien formé par le littoral occidental de l'île Croker et par la façade orientale de la péninsule de Cobourg, dans la région de Darwin, dans le Territoire du Nord.